# Vassunda församling
Vassunda församling är en församling i Upplands södra kontrakt i Uppsala stift. Församlingen ligger i Knivsta kommun i Uppsala län. Församlingen ingår i Knivsta pastorat.

## Administrativ historik
Församlingen har medeltida ursprung. 
Församlingen utgjorde under medeltiden ett eget pastorat för att därefter till 1 maj 1920 vara moderförsamling i pastoratet Vassunda  och Haga. Från 1 maj 1920 till 1962 var den annexförsamling i pastoratet Sigtuna, Sankt Per, Sankt Olof, Haga och Vassunda. Från 1962 är den annexförsamling i pastoratet Knivsta, Alsike, Lagga, Östuna och Vassunda som från 1972 även omfattar Husby-Långhundra församling.

## Kyrkobyggnader
- Vassunda kyrka